# Doi ani de vacanță (film)
Doi ani de vacanță (franceză Deux ans de vacances) este un serial de televiziune ZDF franco-germano-român din 1974 în regia lui Claude Desailly, Gilles Grangier și Sergiu Nicolaescu. Este bazat pe romanul Doi ani de vacanță de Jules Verne. Versiunea de film realizată în România s-a numit Pirații din Pacific și Insula comorilor (1975).

## Distribuție
Distribuția filmului Pirații din Pacific este alcătuită din:
- Werner Pochath — Forbes
- Franz Seidenschwan — Dick Sand
- Constantin Bărbulescu — Lord Buchanan
- Didier Gaudron — Briant
- Mihai Berechet — Căpitanul Hull
- Constantin Băltărețu — O'Brien
- Angela Chiuaru — Dna. Weldon
- Marc din Napoli — Doniphan
- Cristian Șofron — Service
- Aurel Giurumia — Bucătarul
- Constantin Diplan — Tom Cane

Distribuția filmului Insula comorilor este alcătuită din:
- Nucu Păunescu — Walston
- Constantin Nedelcu — Baxter
- Dominique Planchot — Gordon
- Ștefan Cristea — Garnett
- Cristian Șofron — Service
- Rainer Basedow — Pike
- Horia Pavel — Wilcox
- Werner Pochath — Forbes
- Dan Nasta — Baudouin
- Bogdan Untaru — Iverson
- Frantz Seidenschwan — Dick Sand
- Marc di Napoli — Doniphan